# 桜木亜美
桜木 亜美（さくらぎ あみ、1975年5月2日- ）は、日本のAV女優、ヌードモデル、元ストリッパーである。

## 人物
1975年（昭和50年）、東京都生まれ。小学校からエスカレーター式の有名お嬢様学校に学んだ。
初体験は、高校2年生の時、20歳の彼氏と行った。高校時代新体操をしていた彼女は処女喪失の際に出血を伴わなかったという。アルバイト先でスカウトされ、1996年（平成8年）4月発売のアダルトビデオ 『シルエットキッス3 』（シャイ）への出演でデビューした。その後はSM作品にも出演し、Mであること、またバイブレーター好きを自認していた。
桜木はAV女優として活動中から、ストリップにも出演していた。また、アダルトビデオへの出演は両親公認であったという。キャバクラ嬢としての勤務歴もある。
引退し結婚したものの離婚、バツイチの「柏木 愛（かしわぎ あい）」として2004年（平成16年）
、再びアダルトビデオに出演した。

## 出演作品
- シルエットキッス 3 20歳のポートレート（1996年4月17日、シャイ企画）
- 制服レイプ愛奴 4（1996年5月31日、シャイ企画）
- 異常者たちの夜 ワイセツSEX病棟（1996年9月27日、エイトマン）共演:香月あんな、中井淳子、宮田英子、辻沢奈津子
- 奇譚クラブ　増刊号 1 M（マゾ）の産声（1996年10月24日、芳友舎）
- 愛しの美人ママ　3　同伴旅行で酔わされて…（1996年11月16日、V&Rプランニング）
- 奇譚クラブ　増刊号 2 本濡れM（マゾ）女優（1997年1月18日、芳友舎）
- 淫華乱舞（1997年3月9日、メディアステーション）共演：香月あんな
- あぶない放課後 新・女教師スペシャル（1997年3月12日、V&Rプランニング）
- ジーザス栗と栗鼠スーパースタースペシャル（1997年4月12日、V&Rプランニング）
- レズビアン女教師 百合奴隷（1998年4月17日、シネマジック）共演:山口珠里
- Ami Sakuragi Final Slavery 愛欲麗獣 3（1998年6月12日、アートビデオ）
- 美隷奴マゾ倶楽部（1998年8月23日、アートビデオ）
- 女学生通信DELUXE（1999年7月24日、宇宙企画）オムニバス作品
- クライマックスダイジェスト 淫らな堕天使たち '99 2（1999年12月10日、アートビデオ）他出演:篠宮涼子
- 純情ミルク（2001年、ナイトステーション）
- 愛欲麗獣（2001年8月28日、アートビデオ）他出演:愛田るか
- アイドル1ダース《登校編》（2003年5月16日、シャイ企画）他11名出演
- インターネットFUCK!! 三浦あいか&桜木亜美（2003年7月11日、HRC）共演:三浦あいか
- もしも、桜木亜美が人妻だったら…。（2003年9月5日、ワープエンタテインメント）
- SHY VINTAGE SAKURAGI AMI（2003年11月21日、シャイ企画）『シルエットキッス』『制服レイプ愛奴』を収録。
- 特選ミセス 麗しの団地妻 8（2004年3月15日、マドンナ）他出演:神崎美樹、片野百紀江
- 中出しマダム2（2004年5月15日、マドンナ）他5名出演
- 〜禁断の性〜友達の母（2004年7月15日、マドンナ）他出演:桜井彩、片野百紀江
- 女喰い異常者の夜開く（2007年10月31日、ビデオバンク）他出演:小室友里、寺田里美、香月あんな、中井淳子、夏川優奈
- 淫ら縄・狂い泣き（2007年10月31日、ビデオバンク）他出演:ナオミ、牧野ちひろ、椎名ひかる、田崎由希、彩花
- AV30 青盤 メーカーが選ぶ最高にヌケるSEX（2012年5月13日、オールアダルトジャパン）他多数出演